# Restigouche—Chaleur (circonscription fédérale)
Restigouche—Chaleur était une circonscription électorale fédérale du Nouveau-Brunswick, Canada, dont le représentant a siégé à la Chambre des communes de 1989 à 1996. 

## Histoire
Cette circonscription a été créée en 1989 et correspondait à celle de Restigouche, seul le nom ayant été changé. Elle s'étendait sur le comté de Restigouche et la paroisse de Beresford située dans le comté de Gloucester. Lors du changement de nom, Guy Arseneault était le député élu.
La circonscription a été abolie en 1996 et intégrée dans celle de Madawaska—Restigouche.

## Liste des députés successifs
Cette circonscription fut représentée par les députés suivants :
|  | Législature | Date élection   | Député         | Profession | Parti   |
|  | ----------- | --------------- | -------------- | ---------- | ------- |
|  | 35e         | 25 octobre 1993 | Guy Arseneault | Enseignant | Libéral |